# Podłużnik (rodzaj)
Podłużnik (Tibellus) – rodzaj pająków z rodziny ślizgunowatych. Kosmopolityczny. Obejmuje 52 opisane gatunki.

## Morfologia
Pająki o ciele spłaszczonym i wydłużonym. Samice osiągają od 6,7 do 15,9 mm długości ciała, a samce od 4,5 do 12,4 mm długości ciała, przy czym odnóża mają znacznie dłuższe w stosunku do ciała niż samice.
Karapaks jest znacznie dłuższy niż szeroki, z przodu zaokrąglony i w części głowowej węższy niż w tułowiowej; ubarwienie ma słomkowe do pomarańczowobrązowego z ciemnymi, złożonymi z brązowoczarnych kropek lub linii przepaskami podłużnymi środkowymi i przykrawędziowymi. Oczy są niewielkie, takich samych lub zbliżonych rozmiarów, rozmieszczone w dwóch umieszczonych przy przedniej krawędzi karapaksu szeregach. Oczy pary przednio-środkowej leżą nieco bardziej z przodu niż przednio-bocznej, a tylno-środkowej znacznie bardziej z przodu niż tylno-bocznej. Oczy par środkowych rozmieszczone są na planie szerszego w tyle czworokąta. Oczy pary tylno-środkowej leżą znacznie bliżej siebie niż oczy tylno-bocznych. Nadustek jest około sześciokrotnie wyższy od oczu przednio-środkowych, lekko opadający, zaopatrzony w szereg od 6 do 9 szczecinek na krawędzi. Szczękoczułki mają na krawędzi wewnętrznej dwa okołowierzchołkowe ząbki, większy i mniejszy. Długość wargi dolnej nieco przekracza jej szerokość lub wymiary te są równe. Szczęki są od wargi dolnej wyraźnie dłuższe. Na tarczowatym sternum występują wyniesione kropki z cienkimi, nitkowatymi, przezroczystymi do żółtych szczecinkami.
Odnóża są długie i smukłe, bladożółte do pomarańczowobrązowych, czasem z brązowoczarnymi kropkami, niekiedy z paskami na goleniach dwóch początkowych par. Kolejność ich par od najdłuższej do najkrótszej to: II, I, IV, III lub II, IV, I, III; z wyjątkiem jednego gatunku długość pierwszej i czwartej pary jest podobna. Na wszystkich członach rosną krótkie szczecinki, a szczecinki makroskopowe występują na udach, goleniach i nadstopiach. Gęste skopule złożone ze szpatułkowatych szczecin obecne są na spodach nadstopiów i stóp.
Opistosoma (odwłok) jest wąska i wydłużona, około czterokrotnie dłuższa niż szeroka, w zarysie o prawie równoległych bokach, lekko ku tyłowi zwężona. Z wierzchu zazwyczaj jest kremowobiała z nakrapianiem, opatrzona podłużną pośrodkową przepaską z lancetowatym, żółtym do oliwkowozielonego znakiem na przedzie i czarną linią ciągnącą się od niego do tylnej krawędzi, a ponadto wyposażona w od jednej do pięciu par brązowoczarnych kropek lub maźnięć. Od spodu jest bladożółta z dymnym do żółtego szerokim paskiem zaczynającym się od bruzdy epigastrycznej i kończącym przed kądziołkami. Na przedniej krawędzi opistosomy obecne jest wcięcie porośnięte zakrzywionymi, białymi szczecinkami pierzastymi. Występują trzy pary końcowo umieszczonych kądziołków przędnych otoczonych kępkami długich, białych szczecinek nitkowatych.
Nogogłaszczki samca cechują się podługowatym, rzadko okrągławym tegulum, zapętlonym przewodem nasiennym i osadzonym na tegulum środkowo-przednio lub przednio-bocznie embolusem o prostym do hakowatego wierzchołku. Samica ma płytkę płciową z przegrodą środkową odgraniczoną zesklerotyzowanymi kanałami kopulacyjnymi, które zwężają się ku bokom. Występują dwie spermateki o kształcie zaokrąglonym z przodu, a z tyłu opadającym lub tworzącym przedłużenia. Dwa zewnętrznie umieszczone gruczoły spermatekalne dysponują długimi przewodami.

## Ekologia i występowanie
Pająki te przebywają najczęściej na łodygach wysokich traw, roślin zielnych i na krzewach. W spoczynku rozprostowują odnóża pierwszej i drugiej pary wzdłuż osi długiej rośliny ku przodowi, a czwartej pary ku tyłowi, natomiast krótkie odnóża pary trzeciej służą do chwytania się rośliny. Zaniepokojone potrafią się gwałtownie podrywać i szybko biegają wzdłuż łodygi.
Rodzaj kosmopolityczny. Na zachodzie Palearktyki reprezentowany jest przez trzy gatunki, z których w Polsce występują dwa – podłużnik długonogi i podłużnik piegowaty.

## Taksonomia
Takson ten wprowadzony został w 1875 roku przez Eugène’a Simona. Gatunkiem typowym jest Aranea oblonga. Wprowadzony w 1910 roku przez Simona rodzaj Tibellinus zsynonimizowany został z Tibellus w 1994 roku przez Annette van den Berg i Annę Sophię Dippenaar-Schoeman. 
Do rodzaju zalicza się 52 opisane gatunki:

- Tibellus affinis O.P.-Cambridge, 1898
- Tibellus armatus Lessert, 1928
- Tibellus asiaticus Kulczynski, 1908
- Tibellus aspersus Danilov, 1991
- Tibellus australis (Simon, 1910)
- Tibellus bruneitarsis Lawrence, 1952
- Tibellus californicus Schick, 1965
- Tibellus chamberlini Gertsch, 1933
- Tibellus chaturshingi Tikader, 1962
- Tibellus chilensis Mello-Leitão, 1943
- Tibellus cobusi Van den Berg et Dippenaar-Schoeman, 1994
- Tibellus cucurbitus Yang, Zhu et Song, 2005
- Tibellus demangei Jézéquel, 1964
- Tibellus deokjeok Jang et al., 2023
- Tibellus duttoni (Hentz, 1847)
- Tibellus elongatus Tikader, 1960
- Tibellus fengi Efimik, 1999
- Tibellus flavipes Caporiacco, 1939
- Tibellus gerhardi Van den Berg et Dippenaar-Schoeman, 1994
- Tibellus hollidayi Lawrence, 1952
- Tibellus insularis Gertsch, 1933
- Tibellus jabalpurensis Gajbe et Gajbe, 1999
- Tibellus japonicus Efimik, 1999
- Tibellus katrajghatus Tikader, 1962
- Tibellus kibonotensis Lessert, 1919
- Tibellus kimi Seong, 2013
- Tibellus macellus Simon, 1875
- Tibellus maritimus (Menge, 1875) – podłużnik piegowaty
- Tibellus minor Lessert, 1919
- Tibellus nigeriensis Millot, 1942
- Tibellus nimbaensis Van den Berg et Dippenaar-Schoeman, 1994
- Tibellus oblongus (Walckenaer, 1802) – podłużnik długonogi
- Tibellus orientis Efimik, 1999
- Tibellus paraguensis Simon, 1897
- Tibellus parallelus (C. L. Koch, 1837)
- Tibellus pashanensis Tikader, 1980
- Tibellus pateli Tikader, 1980
- Tibellus poonaensis Tikader, 1962
- Tibellus propositus Roewer, 1951
- Tibellus rothi Schick, 1965
- Tibellus septempunctatus Millot, 1942
- Tibellus seriepunctatus Simon, 1907
- Tibellus shikerpurensis Biswas et Raychaudhuri, 2003
- Tibellus somaliensis Van den Berg et Dippenaar-Schoeman, 1994
- Tibellus spinosus Schiapelli et Gerschman, 1941
- Tibellus sunetae Van den Berg et Dippenaar-Schoeman, 1994
- Tibellus tenellus (L. Koch, 1876)
- Tibellus utotchkini Ponomarev, 2008
- Tibellus vitilis Simon, 1906
- Tibellus vosseleri Strand, 1906
- Tibellus vossioni Simon, 1884
- Tibellus zhui Tang et Song, 1989